# Gottlieb Begle
Gottlieb Begle (* 8. Februar 1818 in Liestal; † 29. September 1891 in Domdidier, reformiert, heimatberechtigt seit 1823 in Liestal) war ein Schweizer Politiker (Antirevisionisten).

## Leben
Gottlieb Begle kam am 8. Februar 1818 in Liestal als Sohn des aus Satteins stammenden Maurers Johann Jakob Begle und der gebürtigen Itingerin Elisa geborene Meyer zur Welt. Gottlieb Begle, der als Heranwachsender die Basler Trennungswirren hautnah erlebte, absolvierte eine Ausbildung als Jurist, so studierte er 1839/40 in Jena Rechtswissenschaften. Während seines Studiums wurde er 1840 Mitglied der Burgkellerburschenschaft; er gehörte auch der Burschenschaft auf dem Fürstenkeller an. Nach seinem Studium war er als Advokat und Redakteur tätig. Zwischen März und April des Jahres 1845 nahm er am Zweiten Freischarenzug teil, wobei er in Gefangenschaft geriet. Im Anschluss war er vom Mai bis Juli desselben Jahres als Redakteur des regierungstreuen Basellandschaftlichen Wochenblatts in Liestal angestellt, daran anschliessend gründete er die gemässigt oppositionelle Vaterländische Zeitung.
Gottlieb Begle war verheiratet mit der gebürtigen Bretzwilerin Fanny Louise geborene Abt. Er verstarb am 29. September 1891 wenige Monate vor Vollendung seines 74. Lebensjahres in Domdidier.

## Politisches Wirken
Sein erstes politisches Amt übte Gottlieb Begle zwischen 1844 und 1848 als Baselbieter Landrat aus. Im Anschluss fungierte er bis 1866 als Statthalter des Bezirks Waldenburg, ehe er in den Regierungsrat des Kantons Basel-Landschaft gewählt wurde, dem er bis 1872 angehörte. Dort leitete er zuerst das Militär und Polizei-, anschliessend das Finanzdepartement. Zudem war er 1850 sowie 1863 im Verfassungsrat vertreten.
Daneben amtierte er 1853 als erster Direktor der Société d’horlogerie de Waldenburg. Begle, in seiner Jugend politisch radikal gesinnt, stand später zwischen Ordnungs- und Bewegungspartei. Als Mitglied des Patriotischen Vereins und Anti von 1862 war er ein Gegner von Christoph Rolles demokratischen Bewegung. Er trat als Förderer der Uhrenindustrie im Waldenburger Tal hervor.